# Feliks Blumenfeld
Feliks Michailovitj Blumenfeld (ryska: Феликс Михайлович Блуменфельд), född 19 april (gamla stilen: 7 april) 1863 i Jelizavetgrad, död 21 januari 1931 i Moskva, var en rysk tonsättare.
Blumenfeld studerade vid Sankt Petersburgs konservatorium, blev 1885 pianolärare där och 1897 professor. Han verkade senare och fram till 1912 som tredje, respektive andre dirigent vid kejserliga operan i Sankt Petersburg. Han blev därefter professor vid Moskvakonservatoriet. Blumenfeld komponerade sånger, pianomusik, en symfoni i c-moll, en prisbelönt stråkkvartett i F-dur med mera.